# Faggin (Fahrradhersteller)

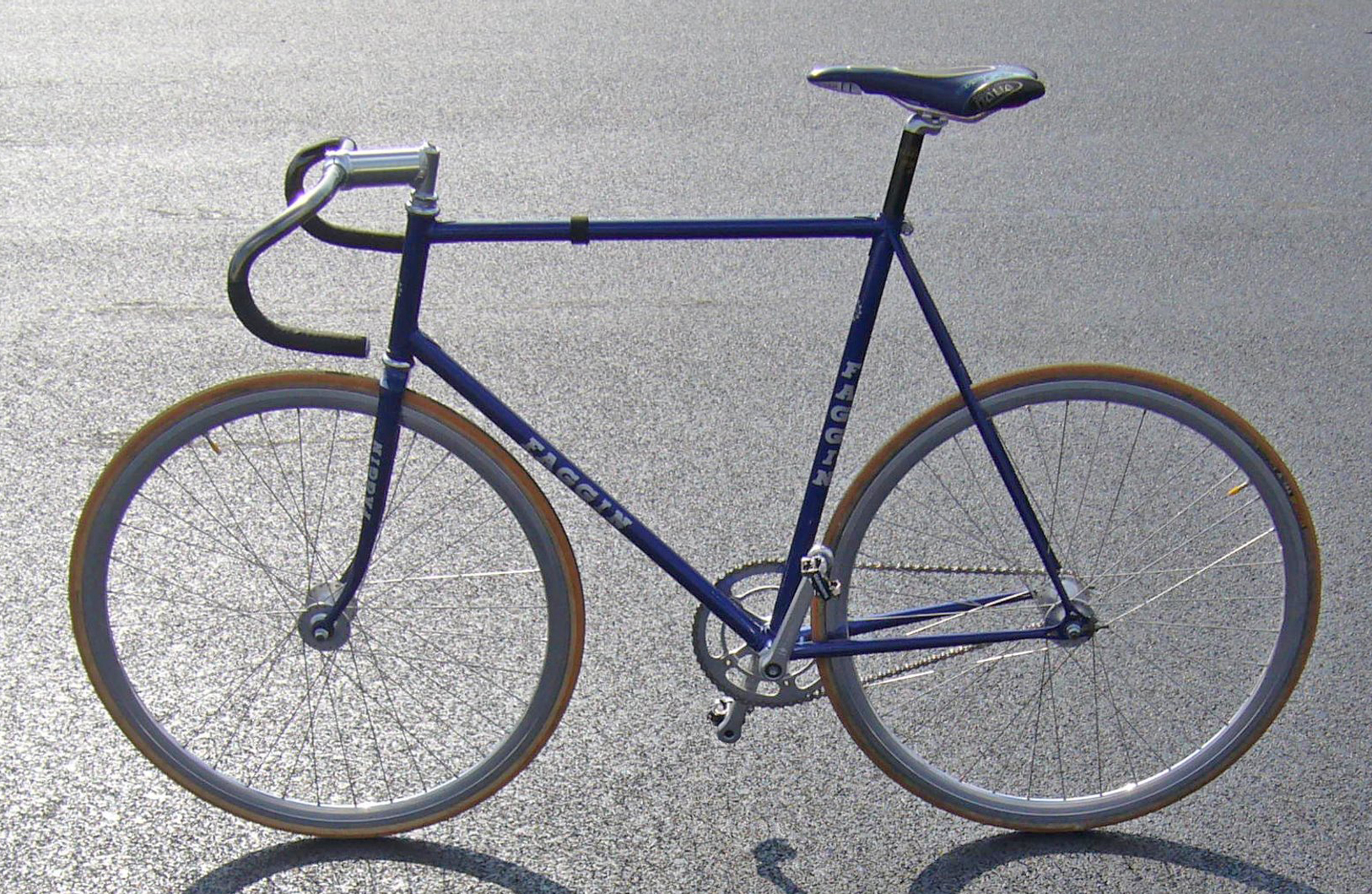
Bahnrad von Faggin

Faggin ist ein italienischer Fahrradhersteller aus Padua.
Der Profiradsportler Marcello Faggin (1913–1984) eröffnete 1945 seine Manufaktur für Fahrradrahmen in Udine, die Firma zog jedoch bereits 1947 nach Padua, wo sie sich noch heute befindet. In der Anfangszeit nach dem Zweiten Weltkrieg war die Produktion und Materialbeschaffung zunächst schwierig. Der Firmengründer arbeitete schon früh mit professionellen Radrennfahrern zusammen. Seit Anfang der 1980er Jahre fertigte Faggin auch Rennräder für den populärsten Radrennfahrer Italiens Gino Bartali. Bei den Olympischen Spielen in Los Angeles (USA) im Jahr 1984 fuhr die italienische National-Bahnradsportmannschaft mit Rahmen von Faggin. Prominente Fahrer wie Enzo Moser und Eddy Merckx und andere konnten zahlreiche Rennen mit Faggin-Rahmen gewinnen.
Heute führen die Töchter von Marcello Faggin – Maria Rosa, Gianna, Carla und Cristina – die Firma weiter. Die Firma baut heute Stahl- und Carbon-Rahmen.
Der Generalimporteur für Deutschland, die „Faggin Deutschland GmbH“ hat ihren Sitz in Grefrath.

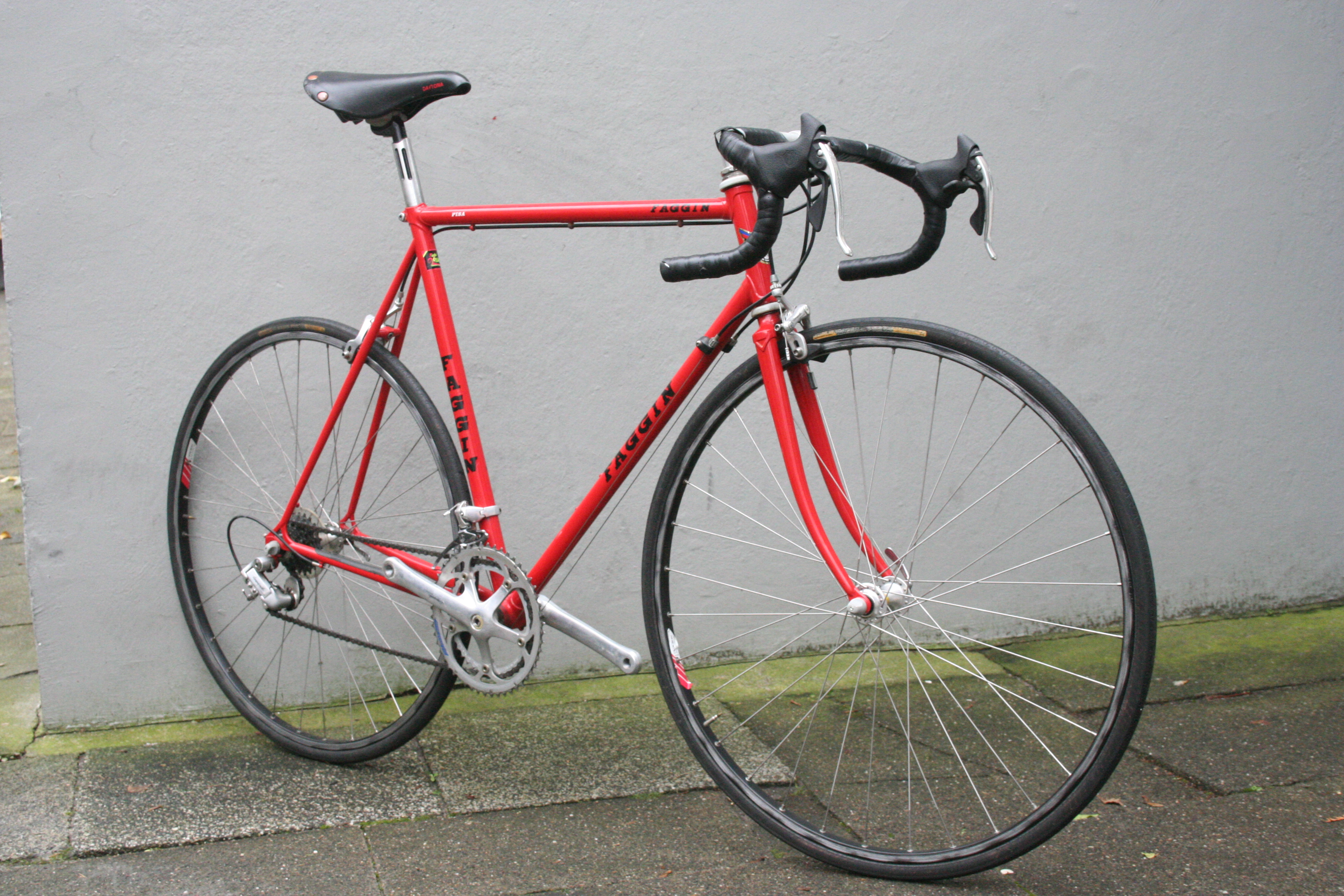
Faggin-Rennrad mit Campagnolo-Komponenten
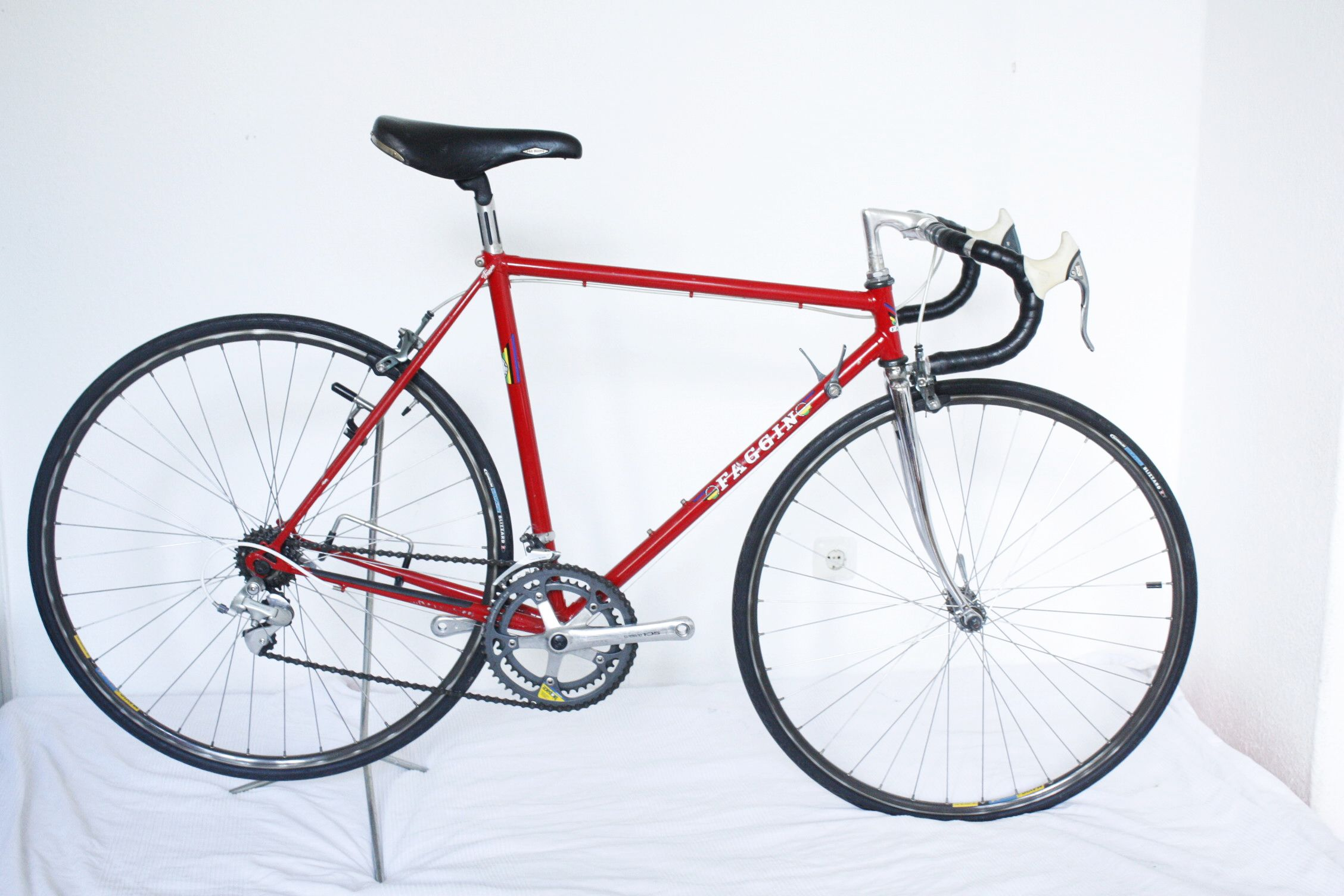
Faggin-Rennrad mit Shimano-Komponenten
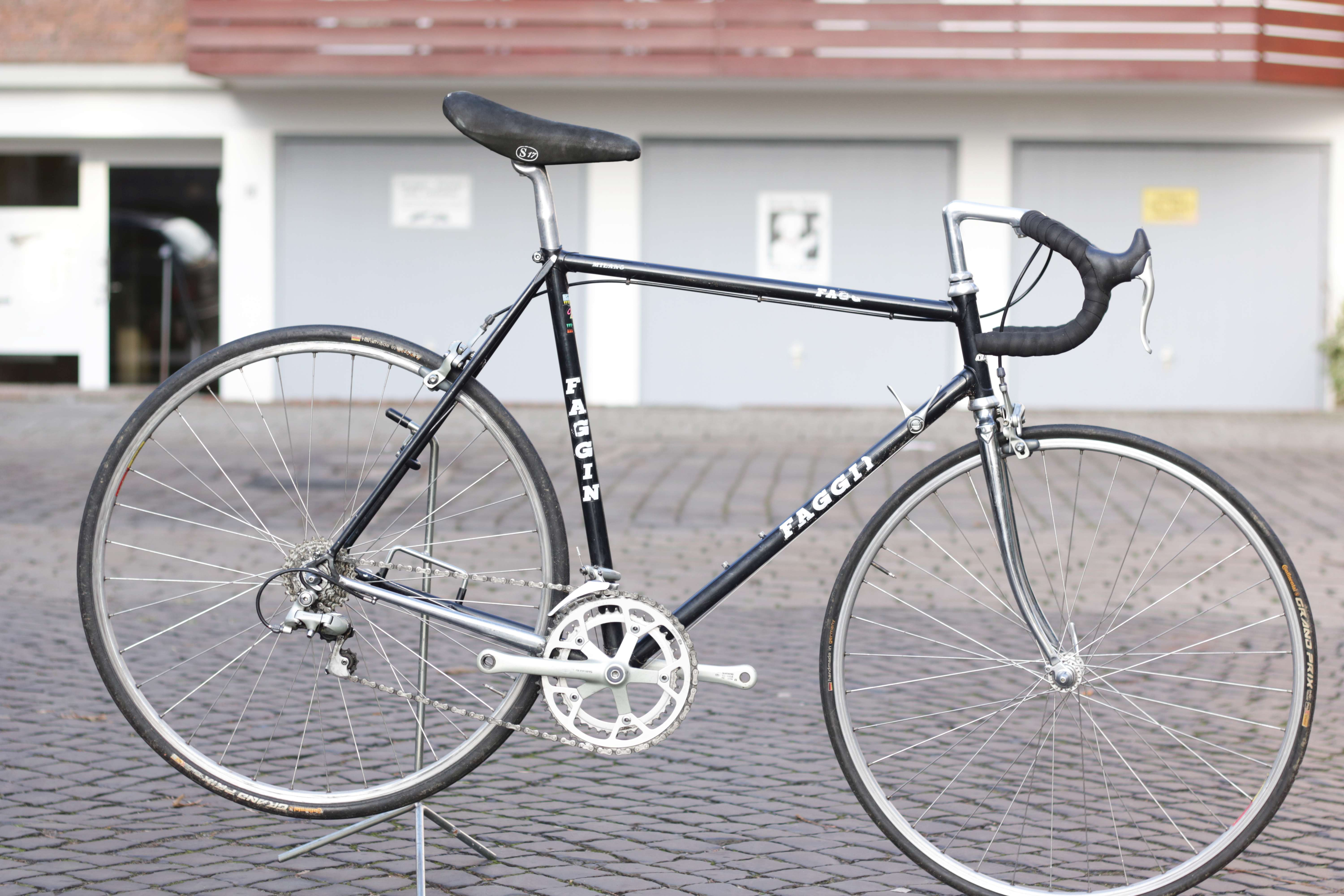
Faggin-Randonneur